# Pantà de la Vilella Baixa
El pantà de la Vilella Baixa és un embassament al riu de Montsant (conca del riu Ebre), creat per una presa situada als municipis de Cabassers i la Figuera, que s'estén pels seus termes municipals, a la comarca del Priorat. Curiosament, tot i portar-ne el nom no forma part del municipi de la Vilella Baixa.
També resulta curiós que aquest embassament només emmagatzema aigua mentre el cabal del riu és prou abundant per a compensar les pèrdues que es filtren pels avencs. Mai ha tingut gaire utilitat, atès que el seu sentit com embassament per a aigua de reg no s'ha assolit, ja que als estius sempre ha estat sec i de la construcció ençà de l'embassament de Margalef, al mateix riu Montsant, és habitual que estigui buit tot l'any.